# Aziz Sancar
Aziz Sancar (ur. 8 września 1946 w Savur) – turecki naukowiec, laureat Nagrody Nobla w dziedzinie chemii w 2015 roku za badania mechanistyczne nad naprawą DNA (wspólnie z Paulem Modrichem i Tomasem Lindahlem).

## Życiorys
Urodził się w 1946 roku w miasteczku Savur, w prowincji Maridin w Turcji, jako siódme z ośmiorga dzieci swoich rodziców. W okresie szkoły średniej był dobrze zapowiadającym się piłkarzem występując na pozycji bramkarza. Jako uczeń ostatniej klasy szkoły średniej został zaproszony do wzięcia udziału w testach dla kandydatów do tureckiej kadry narodowej U18. W latach 1963–1969 studiował  medycynę na Uniwersytecie Stambulskim. Po studiach praktykował jako lekarz na terenie swojej prowincji. W 1973 roku podjął jednak studia doktoranckie na amerykańskim University of Texas in Dallas w Richardson w stanie Teksas, które ukończył uzyskując tytuł doktora biologii molekularnej w 1977 roku (jego promotorem był Claud Rupert). Od 1982 roku jest profesorem biochemii i biofizyki na University of North Carolina School of Medicine w Chapel Hill. W 2015 roku razem ze szwedzkim chemikiem Tomasem Lindahlem i amerykańskim biochemikiem Paulem Modrichem został laureatem Nagrody Nobla w dziedzinie chemii. Aziz Sancar jest pierwszym tureckim uczonym nagrodzonym Nagrodą Nobla.